# Amba Alagi
Amba Alagi è un'alta montagna (amba) dell'Etiopia (3.438 metri). Si trova nella regione dei Tigrè, nell'Etiopia settentrionale, e più precisamente nell'area del Debubawi (sud). Dall'Amba Alagi si domina la strada che collega Macallè e Mai Ceu; a causa della sua posizione strategica, la montagna fu teatro di numerose battaglie.